# Gordel van smaragd (film)
Gordel van smaragd is een Nederlandse film van Orlow Seunke uit 1997.

## Verhaal
Theo Staats arriveert op de rubberplantage van zijn oom in 'ons' Indië, ook wel Gordel van smaragd genoemd. Hij ontmoet de beeldschone zangeres van de sociëteit Ems en valt als een blok voor haar. Ems is van arme Indo-Europese afkomst en wil haar Hollandse echtgenoot, aan wie ze haar status te danken heeft, niet afvallen. Maar ze kan haar gevoelens voor Theo niet onderdrukken. Dat is ook niet meer nodig als Ems' echtgenoot door de Japanners wordt vermoord. De film Gordel van smaragd volgt hun gepassioneerde affaire van 1939 wanneer de Nederlanders onbezorgd van hun koloniale macht genieten, via de Japanse inval in 1942 en de moeilijke oorlogsjaren die de geliefden van elkaar zullen scheiden tot aan de strijd die leidde tot de Indonesische onafhankelijkheid in 1949. Theo besluit dan om terug te gaan naar Nederland en Ems moet nu kiezen tussen hem en haar geboorteland.

## Rolverdeling
| Acteur                 | Personage        |
| ---------------------- | ---------------- |
| Pierre Bokma           | Theo Staats      |
| Esmée de la Bretonière | Ems              |
| Christine Hakim        | Suti             |
| Bram van der Vlugt     | Herman           |
| Frans Tumbuan          | Boon             |
| José Rizal Manua       | Amat             |
| Piet Kamerman          | Oom              |
| Hiromi Tojo            | Japanse officier |
| Tio Djarot             | Tjipto           |
| Elske Falkena          | Marijke          |
| Ivan F. Aldino         | Ondervrager      |
| H.I.M. Damsyik         | Kleermaker       |
| Jajang Pamontjak       | Naaister         |

## Achtergrond
Het idee van de film komt voort uit Seunkes elfjarig huwelijk met een Indische vrouw. De eerste versie van het scenario is uit 1986. Voor de rol van Ems zijn 26 gesprekken gehouden, met zes daarvan is een test gemaakt. Gordel van smaragd was de openingsfilm van het Nederlands Film Festival in 1997.

## Nominaties en prijzen
- 1997 - Genomineerd voor een Gouden Kalf (filmprijs) voor beste lange film
- 1998 - Genomineerd voor Gouden Piramide op het Cairo International Film Festival

## TV-serie
In 1999 werd de film bewerkt tot een driedelige TV-serie . Deze werd uitgezonden door de NPS .